# Marattia
Marattia es un género de helechos de la familia Marattiaceae. Comprende 74 especies descritas y de estas, solo 9 aceptadas.

## Descripción
Son plantas de hábitos terrestres; con rizoma robusto y carnoso, rastrero a erecto, con escamas y estípulas inmensas, también con raíces carnosas; hojas monomorfas, generalmente grandes; pecíolo engrosado, carnoso, articulado en la base, escamoso; lámina 2- ó 3 (4)-pinnada, glabra; pinnas con la base algo oscura e hinchada, costas aladas, el ala discontinua y ancha, idioblastos presentes; esporangios dispuestos en 2 hileras dentro de estructuras compuestas (sinangios) localizadas cerca del extremo de los nervios, cada esporangio abre por una incisión 2-valvada en forma de almeja con apertura longitudinal, indusio ausente, esporas monoletas.

## Taxonomía

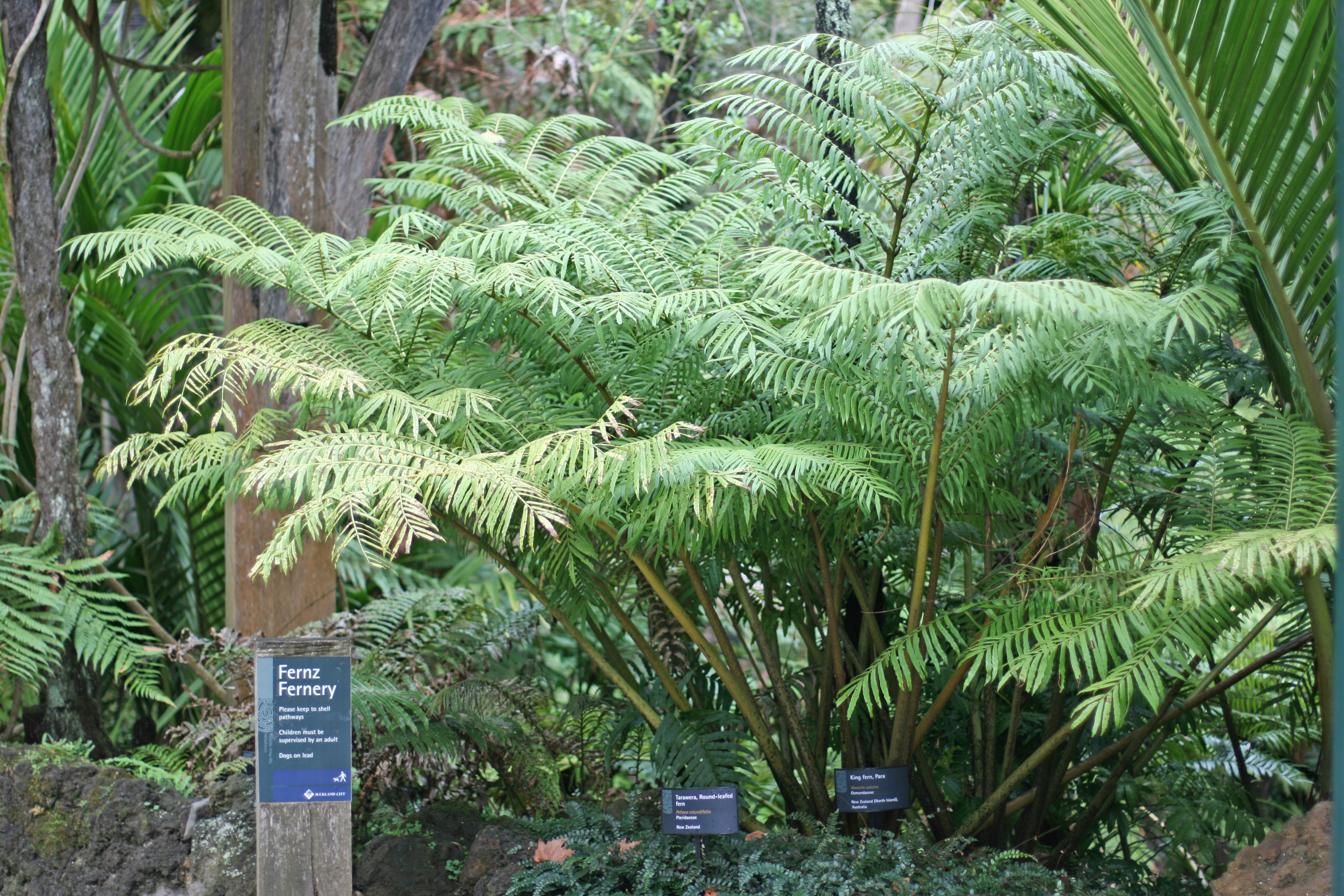
Marattia salicina, llamada "helecho rey".

El género fue descrito por Peter Olof Swartz y publicado en Nova Genera et Species Plantarum seu Prodromus 128. 1788. La especie tipo es: Marattia alata Sw.

## Especies aceptadas
A continuación se brinda un listado de las especies del género Marattia aceptadas hasta julio de 2015, ordenadas alfabéticamente. Para cada una se indica el nombre binomial seguido del autor, abreviado según las convenciones y usos.	
- Marattia alata Sw. Cuba, Jamaica,[3]
- Marattia cicutifolia Kaulf. – southern Brazil[3]
- Marattia douglasii (C. Presl) Baker[3]
- Marattia excavata Underw. – México to Panamá[3]
- Marattia interposita Christ – Guatemala to Panamá[3]
- Marattia laxa Kunze – México to Panamá[3]
- Marattia weinmanniifolia Liebm. – southern México to El Salvador[3]

Sinonimia:
- Marattia fraxinea Smith = Ptisana fraxinea (Sm.) Murdock
- Marattia laevis Sm. = Eupodium laeve (Sm.) Murdock
- Marattia pellucida C. Presl = Ptisana pellucida (C. Presl) Murdock